# 자폐에 대한 논쟁
1980년대 이후 의학적으로 진단받은 자폐인의 수가 급증하며, 자폐증의 원인과 자폐증 진단 그 자체에 대한 논쟁이 여럿 일어났다. 자폐증의 원인이 유전적 결함인지 아니면 발달상의 문제인지, 지적 장애와 자폐증의 연관성이 어느 정도 되는지와 같은 문제들은 과학적 논쟁과 연구의 대상이다. 사회적으로는, 자폐증이 그 자체로 장애로 여겨져야 하는지가 논쟁의 주제가 되고 있다.

## 역학
자폐증 발생 역학에 대한 최신 연구에 따르면, 자폐증 발병률은 1000명 중 1~2명, 자폐 스펙트럼 장애(ASD) 발병률은 1000명 중 6명 꼴이다. 다만 이는 충분한 데이터가 쌓이면 연구 결과에 따라 추후 더 높아질 가능성이 있다. 성별에 따른 환자 비율은 남성 대 여성 비가 4.3:1이다. 소아의 자폐 진단 비율은 1980년대 이후 극적으로 증가했는데, 최소한 진단 방식의 변화가 여기에 기여했음은 확실하다. 발생률이 실제로 유의미하게 증가한 것인지, 진단 방식의 변화가 이전까지는 확진하지 못했던 환자들을 확진할 수 있게 한 것이 전부인지는 불분명하다. 아직까지 확실하게 밝혀지지 않은 환경적 변화의 영향 또한 증가 원인에서 완전히 배제할 수 없다. 자폐증의 발병 위험률은 노산이나 산모의 당뇨병 같은 출생 전의 환경 조건에 영향을 받는다. 유전질환과 뇌전증은 자폐 스펙트럼 장애의 발병과, 지적 장애는 자폐증과 연관이 있다.

## 유전
최근 몇 년간 유전자는 자폐 스펙트럼 장애 발병 연구에 있어 핵심적인 주제였다. 자폐 스펙트럼 장애는 단일 유전 요인이 아닌 복합군유전자의 영향을 받는 다인자유전질환으로 간주된다.
ASD 진단에 있어 유전이 얼마나 큰 영향을 미치는지 관찰하기 위해, 여러 쌍둥이 및 가족력 연구가 진행되었다. 쌍둥이 두 명이 모두 ASD 진단을 받을 확률은 이란성 쌍둥이보다 일란성 쌍둥이에서 유의미하게 높았고, ASD는 유전되는 질환임을 확인할 수 있었다. 추가적으로, de novo 유전자 복제수 변이(부모로부터 유전되지 않고 새롭게 생겨난 유전자 복제수 변이 - de novo CNV)가 시냅스 기능을 변화시키는 ASD의 일차적 원인임이 확인되었다. 시냅스 기능을 바꾼다는 것이다. 저러한 CNV는 생식선 돌연변이(Germline mutation. 생식세포에 일어난 돌연변이. 부모에게는 영향을 미치지 않으나 그 생식세포로 수정된 자식에게는 유전된다)로 생겨나기도 한다. 이러한 돌연변이는 오직 후대로만 전달될 수 있는데, 이것은 부모는 비 ASD이나 자식이 ASD를 가지고 태어나는 현상을 설명한다. De novo 돌연변이는 개개인마다 구성이 다른데, 이를테면 한 개인에게 하나의 돌연변이로 인해 ASD가 발병했더라도, 다른 개인에게 동일 증상을 일으키려면 여러 변이가 필요하다거나 하는 식이다. ASD 환자군에서 기능상실 변이Loss of function variants가 발견되는 비율은 16-18%로, 비ASD 집단군의 비율의 두 배에 달한다. 이러한 기능상실 변이는 neurexin이라는 단백질의 기능을 감소시켜, 시냅스에서의 뉴런 연결을 방해하고 신경 발달을 저해한다. neurexin의 제거 돌연변이Deletion mutation는 자폐증, 조현병, 양극성 장애, ADHD 등의 신경증 장애에서 흔히 발견된다.
장내 미생물군 또한 ASD와 관련이 있다. Clostridia spp.는 ASD나 위장 장애를 가진 어린이들에게서 대량 발견된다. Clostridia spp는 프로피온산을 생산 산물로 분비하며, 프로피온산은 ASD 환자군에서 과도하게 발견되는 물질이다. 특히 C. tetani 와 C. histolyticum의 두 종이 특히 ASD 환자들에게 더 큰 영향을 미친다. C. tetani는 위장관계에서 tetanus neurotoxin을 분비하며 C. histolyticum는 ASD 환자들에게 흔히 발견되는 독소 생산자다. 둘 모두 신경학적 증상에 영향을 미칠 수 있다.
유전과 양육 사이의 비중 또한 자폐증 발생 원인에 있어 토론 대상이 된다. 가족력 연구에 따르면, 환경과 유전이 ASD 발병에 미치는 영향은 거의 비슷하다.

## 백신
란쳇The Lancet에 올라온 논문 한 개가 백신을 자폐증의 원인으로 지목함으로서 여러 부모들 사이에 백신 공포증을 유발했다. 후일, 그 논문의 저자는 백신 제작사들과 소송 상태에 있었음이 밝혀졌고, 논문은 잘못된 주장으로 판별된 뒤 철회되었다.
백신과 자폐증 사이의 연관관계에 대한 광범위한 조사 결과 둘 사이엔 인과관계가 하등 없다고 밝혀졌다. 학계의 중론은 다음과 같다: 백신 접종은 자폐증 발생률을 증가시키지 않았으며 백신 원재료가 자폐증을 발생시키지도 않는다.
당연히 백신 반대론자들은 둘 사이의 연관성에 대한 음모론과 가짜뉴스를 계속해서 퍼뜨리고 있다. 유사한 사태를 방지하기 위해 란쳇 등 과학 저널의 액세스 권한을 제한할 필요가 있다.

## 지적 능력
자폐 스펙트럼 장애 환자 중 지적 장애 기준을 동반하는 환자의 비율은 25%에서 70% 사이로 나타나는데, 이러한 큰 편차는 자폐증 환자의 지적 능력을 판단하는 데 쓸 효과적인 검사지침이 없다는 점에서 기인한다. 상세불명의 전반적 발달장애 환자들의 경우 지적 장애와의 연관성이 훨씬 더 미약하다r. 아스퍼거 증후군의 진단기준에는 유의미한 정신적 혹은 인지적 발달장애가 포함되지 않고 있다.
2007년의 연구는 레이븐 지능검사가 흔히 사용되는 웩슬러 아동지능검사보다 자폐 아동의 지능을 판단하는 더 좋은 검사도구라고 주장한다. 추상적 추론 능력을 확인하는 레이븐 지능검사에 비해, 웩슬러 지능검사는 언어발달에 너무 의존하기 때문에 자폐 아동의 지능을 정확하게 검사할 수 없다는 주장이다. 연구 결과에 따르면 신경전형인 아동들은 두 검사에서 동일한 성취를 달성했지만, 자폐 아동들은 레이븐 지능검사의 점수가 웩슬러의 그것보다 유의미하게 높았다. 레이븐 지능검사의 평가항목이, 주로 자폐 아동들에게서 낮다고 여겨지는 뇌의 추상적, 일반적 추론능력과 학습적 유연성을 검사하는 것임에도 그러했다. 2008년의 연구도 유사한 결론을 내렸고, 이 경우는 특히 웩슬러 기준 IQ가 85 이하로 나온 아동들에게서 두 점수 사이의 격차가 크다고 결론지었다.

## 의사소통 촉진기
의사소통 촉진기Facilitated communication(FC)란 과학적으로 엄밀히 증명되지 않은 방법론으로, 교육수준이나 의사소통능력이 떨어지는 사람들과의 상호작용을 원활하게 만들기 위해 개발되었다. FC는 대상자의 팔 혹은 손을 부드럽게 이동시켜 특수 제작된 키보드에 그들이 입력하는 것을 지원한다. 1990년대 초 시라쿠스 대학의 더글러스 비클렌 교수가 세상에 FC를 최초로 소개한 이래, 수많은 자폐 환자의 부모들이 희망을 가지고 이 기구를 사용했다.
과학계와 장애인 권리 운동 단체들 사이의 FC에 대한 중론은, 그것이 자폐 스펙트럼 장애 환자들의 의사소통 기술을 실제로 증진시키지는 않는다는 것이다. 오히려 FC 이용을 돕는 보조자가 그것을 통해 얻어지는 메시지들의 작성 주체일 가능성이 높다(ideomotor effect - 피실험자가 무의식적으로 움직임을 만드는 현상 - 에 의한 팔 움직임이 FC에 의해 기록되는 경우도 상당하다) 실제로 여러 실험들에서는 아무리 간단한 질문이라도, 보조자가 문제의 답을 모른다면(예: 가림막을 이용해 환자에게만 문제 대상을 보여줌) 환자도 문제의 답을 내지 못하는 경향이 지속적으로 관측되었다. 자폐인 당사자는 눈을 감고 있거나 다른 곳을 보고 있는 와중에도 보조자에 의해 적절한 답이 입력된 경우도 흔했다. 이러한 증거들에도 불구하고 수많은 사람들이 지속적으로 FC를 이용하고, 또 홍보하고 있다.
FC는 과학적으로 증명되고 실제로 의사소통장애를 가진 사람들과의 상호작용을 돕는 효과가 있는 보완대체 의사소통 기구와는 다른 것이다.

## Advocacy initiatives
자폐 옹호 운동은 자폐에 대한 관점에 따라 두 갈래로 나뉜다. 질병역학적 관점을 선호하는 측은, 의료적 장애 모델medical model of disability에서 그렇듯이 자폐를 치료해야 할 질병으로 간주한다. 그들이 주장하기를, 자폐인들의 비전형적 행동은 손해를 낳기 때문에 행동 교정 치료를 통해 최대한 줄이고 없애야 한다. 그들의 연구는 자폐증을 일으키는 유전적, 행동적 원인을 밝혀내는 것에 집중한다. 신경다양성적 관접을 선호하는 자들은 사회적 장애 모델social model of disability이 그러하듯이 자폐를 자연스러운 뇌의 특성으로 본다. 그들은 자폐 치료는 암환자의 악성 종양을 제거하는 것보다는 왼손잡이 교정치료에 가깝다고 주장한다. 그들은 자폐에 대한 사회적 합의와 수용, 사회의 신경학 소수자로서의 자폐증 환자에 대한 지원 등을 일으키는 것에 집중한다. 이 두 가지 관점은 완전히 구별되는 것이 아니며 많은 사람들은 양극단사이 어딘가의 관점을 취하곤 한다.

### 질병역학 관점
질병역학 관점은 자폐에 대한 전통적인 관점으로 자폐를 여러 증상, 특히 의사소통과 사회적 상호작용 능력의 부족이 복합적으로 나타나는 장애로 간주한다. 이러한 관점 하에서 자폐는 당사자에게 피해를 주는 기능 장애가 된다. 전형적인 뇌와 비교해서 자폐인의 뇌가 보이는 차이는 '잘못되고' '아픈' 것이며 따라서 치료되어야 하는 것이다. 자폐인들의 비전형적 행동들은 사회적, 전문적 성공을 향한 방해요소이며 치료요법을 통해 교정해야 하는 것이 된다.
이 관점의 운동가들 중 일부는 자폐인 당사자 성인이지만, 더욱 많은 비율은 자폐인 자식을 둔 부모가 차지한다. 이는 신경다양성적 관점의 지지자 중 부모 비율과 비교하면 더욱 확실하게 드러난다. 이들은 '자폐증 대확산'을 의학계의 연구가 필요한 주제로 보며, 그를 통해 자폐인들이 겪는 고통을 줄이고 더 나은 결과를 낼 수 있게 도와야 한다고 믿는다. 병인론 연구 외에도 생물학, 진단검사의학, 약물적, 행동의학적, 심리학적 치료방법론과 흔히 자페에 동반되는 질환들의 치료 또한 연구대상이다.
이러한 관점의 자폐권리단체로는 Autism Speaks, Autism Science Foundation과 그 전구단체 Autism Coalition for Research and Education, National Alliance for Autism Research, Cure Autism Now 등이 있다.

### 신경다양성적 관점
신경다양성적 관점은 자폐를 치료의 대상이 되는 장애나 질병이 아닌 또다른 삶의 방식으로 간주한다. 자폐인들은 신경인지적 차이점을 가진 사람들일 뿐이며 그것은 장점도 단점도 될 수 있고, 적절한 지원과 인식이 있다면 충분히 사회적으로 성공할 수 있다는 것이다. 자폐 치료는 암환자의 악성 종양 제거보다는 왼손잡이 교정치료에 가깝다는 것이다.
신경다양성 운동에는 지도자가 없으며, 사회적 현상으로서의 신경다양성 운동에 대해서는 약간의 연구밖에 되어있지 않다. 그렇듯이 신경다양성적 관점의 지지자들이 가지는 신념은 매우 다양하지만 자폐증과 자폐인을 분리할 수 없다는 의견만은 모두가 공유한다. 이들은 주로 학교나 노동환경에서의 자폐인 지원 운동과 자폐인 정책의 '대표 없이 과세 없다' 운동, 그리고 자폐 아동을 '다른 아이들과 구별할 수 없게 하는' 치료 반대 운동 등에 참여한다.
신경다양성적 관점은 자폐증의 의학적 치료에 반대한다. 그들은 그것이 우생학적 관점으로 이어질 것이라 주장하고, 대신에 자폐인이 태어난 삶의 방식 그대로 살아갈 수 있도록 지원해야 한다고 주장한다. 이를테면 스티븐 시버만의 책 뉴로트라이브는 자폐 환자의 뇌와 발작 조절 약물의 상호작용에 대한 연구가 거의 없었다고 지적한다. 그러한 자폐인들의 차이점은 템플 그란딘이 그녀의 경험을 언급하기 전까지 거의 언급된 적이 없었다. 이것은 연구 자금의 매우 작은 일부만이 자폐 성인들의 필요를 위해 사용된다는 예시 중 일부일 뿐이다.
적응과 사회적 인식 변화에 주안점을 두는 자폐권리단체로는 Autism Network International, Autism National Committee, Autistic Self Advocacy Network, and Autistic Women & Nonbinary Network 등이 있다.

## 같이 보기
- 신경다양성